# Dragon Quest & Final Fantasy in Itadaki Street Portable
Dragon Quest & Final Fantasy in Itadaki Street Portable (ドラゴンクエスト&ファイナルファンタジー in いただきストリート ポータブル?) es un videojuego de tablero desarrollado por Think Garage y publicado por Square Enix para la videoconsola portátil PlayStation Portable. Se trata de la sexta entrega de la serie Itadaki Street, primera entrega en una videoconsola portátil, y al igual que en videojuegos anteriores de la serie únicamente fue publicado en Japón, llegando al mercado japonés el 25 de mayo de 2006.
Itadaki Street Portable es un crossover entre personajes pertenecientes a las series Dragon Quest y Final Fantasy, siendo el segundo videojuego de Itadaki Street en tener el cruce de estas series, tras el videojuego Dragon Quest & Final Fantasy in Itadaki Street Special para PlayStation 2 en 2004.
- Datos: Q11322966